# Saracura-de-zapata
A saracura-de-zapata (nome científico: Cyanolimnas cerverai) é uma espécie de ave endêmica de Cuba e que pertence à família dos ralídeos. Está em perigo crítico de extinção e pode ser encontrada apenas no norte da península de Zapata, na ilha principal cubana. Única representante do gênero Cyanolimnas, possui as partes superiores marrons, partes inferiores azul-acinzentadas, bico amarelo com a base vermelha, parte de baixo da cauda branca, e olhos e pernas vermelhos. Suas asas curtas limitam a capacidade de voo. Vive em zonas úmidas pantanosas, onde seu único ninho conhecido foi encontrado entre tufos de capim tussok. Pouco se sabe sobre sua dieta ou comportamento reprodutivo, e as vocalizações descritas podem pertencer a uma espécie diferente.
A espécie foi descoberta pelo zoólogo espanhol Fermín Zanón Cervera em março de 1927 no pântano de Zapata, perto da povoação de Santo Tomás, na província de Matanzas, no sul de Cuba. O pântano contém outra ave encontrada apenas ali, a Ferminia cerverai, e também dá nome ao pardal-de-zapata (Torreornis inexpectata). Devido à perda contínua de habitat em sua limitada área de ocorrência, seu pequeno tamanho populacional e predação por mamíferos e bagres introduzidos, a saracura-de-zapata é avaliada como criticamente ameaçada na Lista Vermelha da IUCN de espécies ameaçadas. O turismo e as mudanças climáticas podem representar futuras ameaças à sobrevivência da espécie.

## Descoberta e taxonomia
A saracura-de-zapata, como é conhecida popularmente em língua portuguesa, foi descrita cientificamente pelo herpetologista norte-americano Thomas Barbour e seu compatriota, o ornitólogo James Lee Peters, em 1927. Eles a consideraram distinta suficiente para merecer seu próprio gênero, Cyanolimnas. O nome do gênero deriva das palavras do grego antigo kuanos ("azul escuro") e do neolatim limnas (termo que designa aves da família dos ralídeos, como saracuras e frangos-d'água); já o epíteto específico é uma homenagem ao descobridor da ave, Fermín Zanón Cervera, um soldado espanhol que permaneceu na região após o fim da Guerra Hispano-Americana e se tornou um naturalista profissional.
Barbour tinha sido acompanhado pelo espanhol em suas visitas anteriores a Cuba, e ao ouvir falar sobre aves estranhas que podiam ser encontradas na península de Zapata, enviou Cervera em uma série de viagens para a região. Cervera finalmente encontrou o animal perto de um pequeno povoado, cujo nome foi usado para batizar a ave em língua espanhola: gallinuela de Santo Tomás. Cervera também descobriu o Ferminia cerverai e o pardal-de-zapata (Torreornis inexpectata), e seu nome também foi posto no novo centro ecológico no Parque Nacional Ciénaga de Zapata. O nome popular em inglês da ave é Zapata rail.
A família dos ralídeos contém mais de 150 espécies divididas em pelo menos 50 gêneros, o número exato dependendo da autoridade. A saracura-de-zapata é o único membro do gênero Cyanolimnas, e é considerado intermediário entre dois outros gêneros do Novo Mundo, Neocrex e Pardirallus. Todas as seis espécies nos três gêneros têm bicos longos, cinco têm a plumagem monótona, e todos, exceto por um, têm uma mancha vermelha na base do bico. Acredita-se que eles descendam de uma ave ancestral parecida com os Amaurornis.

## Descrição
A saracura-de-zapata é uma ave de porte médio, plumagem escura, com aproximadamente 29 cm de comprimento. A parte superior do corpo é de cor marrom-oliva e a testa, laterais da cabeça e partes inferiores são cinza-ardósia, com algumas listras brancas no baixo ventre. Os flancos são marrom-acinzentados e a parte de baixo da cauda é branca. Íris, pernas e pés são vermelhos, e o bico é amarelo com a base vermelha. As penas da cauda são apenas esparsamente farpadas, e as asas são muito curtas e arredondadas. Os sexos são semelhantes na aparência, mas as aves imaturas são mais pálidas e têm pés e bicos cor de oliva; os filhotes, como acontece com todos os ralídeos, são cobertos por uma penugem enegrecida. A vocalização da ave é descrita como uma batida "cutucutu-cutucutu-cutucutu" semelhante à da coruja Gymnoglaux lawrencii, e um "kuvk kuck" parecido com o emitido pelo carão. No entanto, essas chamadas podem ser na verdade da saracura-carijó.
Não há espécies semelhantes em Cuba; a simpátrica saracura-carijó tem o mesmo tamanho, mas é fortemente manchada e listrada de branco. A plumagem da saracura-de-zapata é intermediária entre as da sanã-colombiana e saracura-do-banhado mas estas aves habitam os continentes da América do Sul e Central.

## Distribuição ehabitat

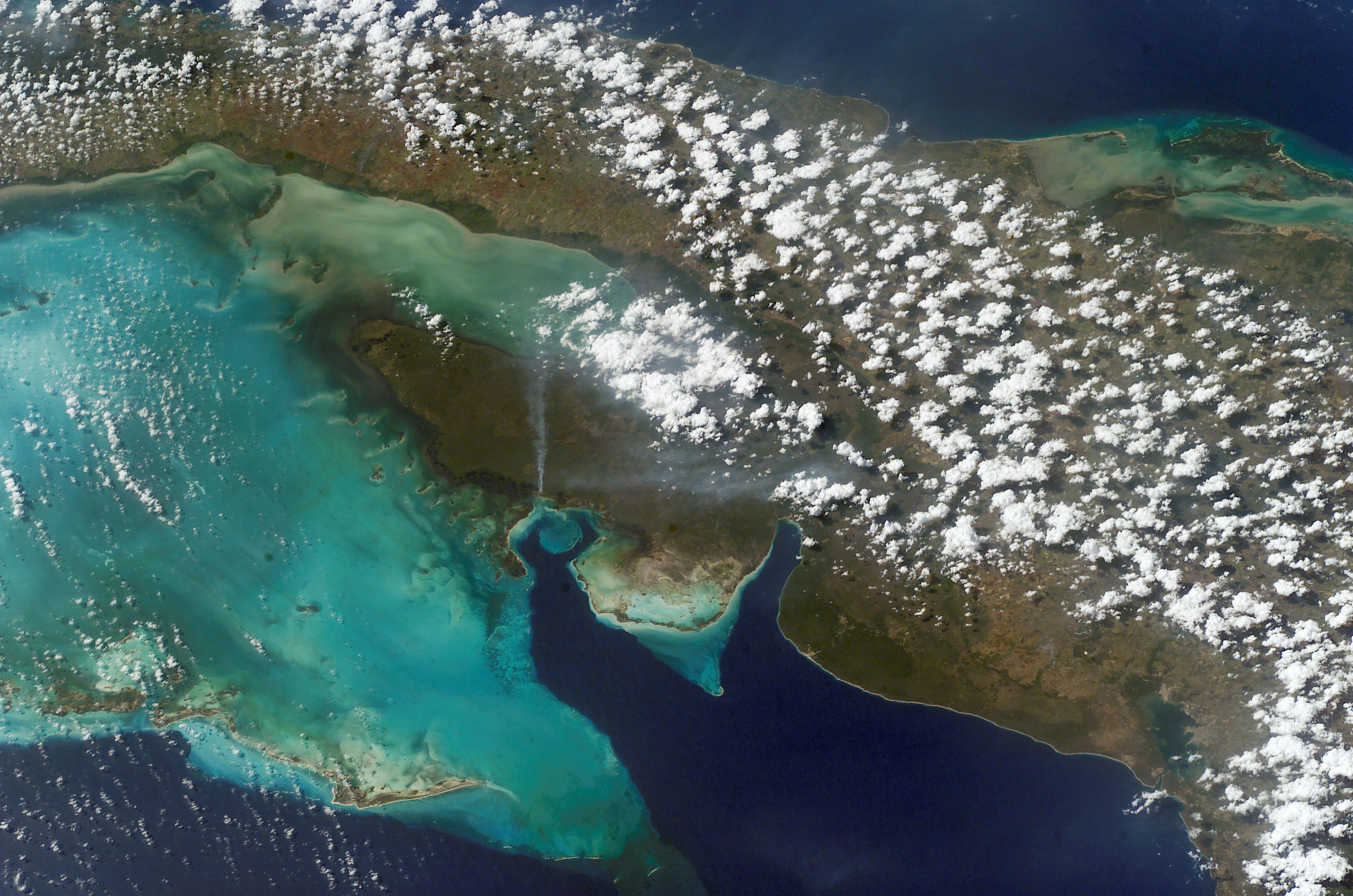
Vista aérea do pântano de Zapata

É uma espécie endêmica de Cuba e ocorre apenas na parte do norte dos 4 500 km2 do pântano de Zapata, que também é o único lugar do mundo onde pode ser encontrado o Ferminia cerverai, e a subespécie nominal de Torreornis inexpectata. O habitat favorito da saracura-de-zapata é a vegetação alagada, de 1,5 a 2 metros de altura, consistindo de pântano emaranhado, coberto de arbustos e árvores baixas, e de preferência próximo a terrenos mais altos. As plantas típicas do pântano são a Myrica cerifera, o salgueiro Salix longipes, a Cladium jamaicensis, e a Typha angustifolia.
A espécie já teve uma área de ocorrência mais ampla. Foram encontrados fósseis na capital Havana, em Pinar del Río e na ilha da Juventude. Barbour não acreditava que a saracura-de-zapata, o Cyanolimnas cerverai e o Ferminia cerverai são relíquias no sentido de que já ocuparam uma grande parte de Cuba (como fizeram, por exemplo, o Mesocapromys nanus e o crocodilo-cubano), uma vez que as aves são altamente adaptadas para as condições do pântano. Ele considerou que um ambiente parecido com o que existe atualmente em Zapata pode ter se estendido sobre a grande área submersa hoje representada pelos bancos rasos, com fragmentos de manguezais dispersos, os quais se espalham para a ilha da Juventude e talvez para leste ao longo do litoral sul cubano. As aves fossilizadas na ilha da Juventude são menores que o único espécime existente, mas a escassez de material disponível torna impossível estabelecer se as populações eram genuinamente diferentes.

## Comportamento

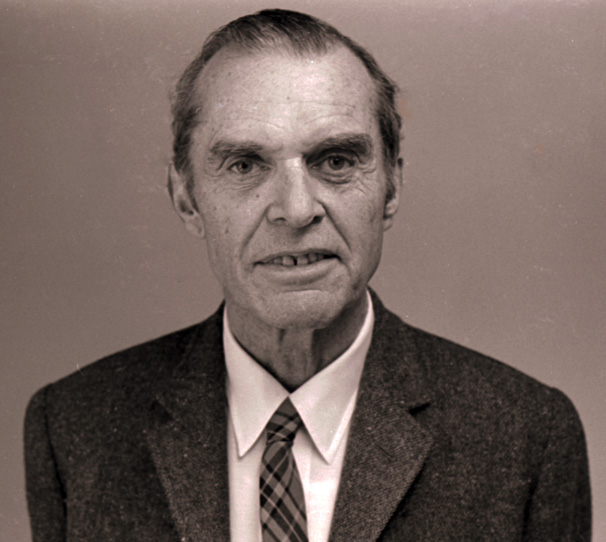
O ornitólogo James Bond encontrou os únicos ninho e ovos conhecidos

A saracura se reproduz normalmente em meio à vegetação dominada por Cladium jamaicensis, planta com folhas estreitas e longas, semelhante a uma grama, mas que atinge um metro de altura ou mais. A ave constrói o ninho entre tufos de capim tussok acima do nível da água. O período reprodutivo acontece por volta do mês de setembro, e possivelmente também em dezembro e janeiro. O ornitólogo norte-americano James Bond encontrou um ninho na vegetação contendo três ovos brancos a 60 cm acima do nível da água, mas não se sabe mais praticamente nada sobre a biologia reprodutiva. Os ralídeos são geralmente monogâmicos, e todos têm filhotes precociais que são alimentados e vigiados pelos adultos.
A ave prefere forragear entre a vegetação. Sua dieta não foi registrada, mas a maioria dos ralídeos que habitam pântanos são onívoros, alimentando-se de invertebrados e vegetais. Os ralídeos podem dispersar-se na estação chuvosa, retornando às áreas permanentemente inundadas nos meses secos.
Tal como outros ralídeos, esta espécie é difícil de ser avistada pois se move entre a vegetação, e pode agachar-se para evitar a detecção, mas não costuma ser particularmente desconfiada. Quando perturbada, pode correr uma curta distância e, em seguida, parar com a sua cauda levantada e deixar visível a conspícua parte branca abaixo da cauda. Apesar de suas asas curtas, a saracura-de-zapata pode não ser completamente incapaz de voar. Por motivos morfológicos, seria classificada como uma espécie sem habilidade de voo, uma vez que a cintura peitoral e as asas são tão reduzidas quanto em outras espécies de ralídeos que são consideradas não voadores, mas Bond relatou que viu um indivíduo batendo as asas num pequeno voo de cerca de dez pés (3,05 metros) atravessando um canal.

## Conservação

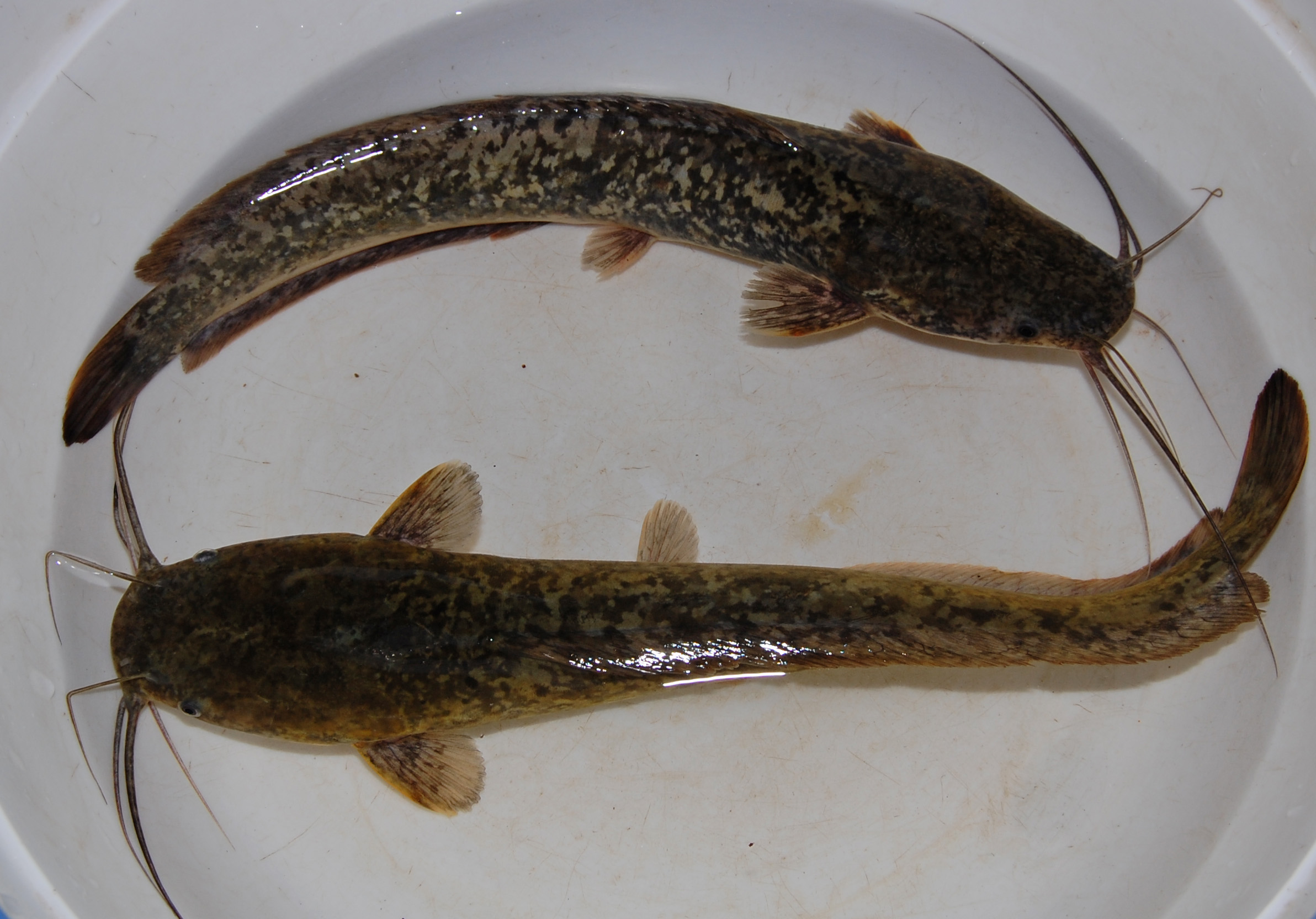
Clarias gariepinus é apontado como um dos principais predadores de filhotes da saracura-de-zapata

As espécies de ralídeos que habitam ilhas são particularmente vulneráveis à perda de população, uma vez que evoluem frequentemente e com rapidez para se tornarem incapazes de voar ou com capacidade de voo muito limitada. Além disso, são bastante suscetíveis a predadores introduzidos. Quinze espécies tornaram-se extintas desde 1600, e mais de 30 estão em perigo.
A saracura-de-zapata parece ter sido facilmente encontrado na área de Santo Tomás até 1931, mas não houve registros até a década de 1970, quando exemplares foram encontrados a 65 km da Laguna del Tesoro. Os poucos avistamentos nos anos subsequentes sugerem que os números permanecem baixos. Após duas décadas sem nenhuma observação oficial, uma expedição em 1998 encontrou a espécie em dois locais novos no pântano de Zapata. Dez indivíduos foram detectados em Peralta, e sete em Hato de Jicarita. Com base nessa amostragem, estima-se que havia 70 a 90 saracuras-de-zapata nos 230 hectares entre os dois locais. Até 2016, o único avistamento por muitos anos foi em novembro de 2014.
A espécie está restrita a uma única área de aproximadamente 1 000 km2, e sua pequena população, estimada com base em pesquisas recentes e avaliações locais de densidades de população, de 250 a 1 000 indivíduos, é avaliada como decrescente. No passado, o uso da vegetação como palha para cobrir telhados era uma importante causa de perda de habitat, que ainda ocorre na estação seca devido às queimadas. A predação por mangustos asiáticos e ratos introduzidos é um problema e, mais recentemente, uma espécie de bagre africano (Clarias gariepinus) foi identificado como um dos principais predadores de filhotes da saracura-de-zapata.
A saracura-de-zapata foi classificada como ameaçada de extinção na Lista Vermelha da IUCN até 2010, quando seu status foi elevado a "criticamente em perigo". Tal mudança já havia sido sugerida uma vez que, dada a falta de conhecimento sobre sua vocalização, a população da espécie pode ser inferior à estimada atualmente.
Dois locais remanescentes estão em áreas protegidas: o Refúgio da Fauna de Corral de Santo Tomás e a área de turismo natural Laguna del Tesoro. Recentemente, foram feitas pesquisas em toda a área de ocorrência da espécie e as medidas de conservação propostas incluem o controle das queimadas na estação seca.

### Futuras ameaças
O governo cubano tem planos de atrair mais turistas para o país, inclusive para a área de Zapata, e mudanças na política dos Estados Unidos em relação ao país caribenho permitiram que seus cidadãos visitem Cuba. No futuro, isso poderia aumentar ainda mais os efeitos do ecoturismo; o que pode acarretar um impacto perigoso na zona úmida, mas existem maneiras de atenuar o dano provocado pelo turismo de massa.
A longo prazo, o próprio pântano, que é listado na Convenção de Ramsar, pode estar ameaçado. O aumento do nível do mar devido ao aquecimento global poderia contaminar a área úmida com água salgada, afetando as plantas e a fauna, e em 2100 a área de Ciénaga de Zapata seria reduzida em um quinto. Temperaturas oceânicas mais elevadas resultantes de mudanças climáticas também podem levar a furacões e secas mais fortes. Pablo Bouza, diretor do Parque Nacional Ciénaga de Zapata em 2008, advertiu que a vegetação caída deixada por furacões poderia servir de combustível para perigosos incêndios nas estações secas.